# Abraham Isaac Sidrak
Abraham Isaac Sidrak (en copto: ⲁⲃⲣⲁϩⲁⲙ ⲓⲥⲁⲁⲕ ⲥⲉⲇⲣⲁⲕ; en árabe: ابراهيم اسحاق سدراك‎, romanizado: Ibrahim Ishaq Sidrak; Beni-Chokeir, Egipto, 19 de agosto de 1955) es un obispo católico egipcio, patriarca de Alejandría de la Iglesia católica copta desde el 12 de marzo de 2013. 

## Biografía
Ibrahim Isaac Sidrak nació en 1955 en Beni-Chokeir (gobernación de Asiut). Estudió filosofía y teología en el Seminario Patriarcal de Maadi (un suburbio de El Cairo) y fue ordenado sacerdote en 1980. Durante los dos años siguientes sirvió en la Parroquia del Arcángel Miguel en El Cairo. Se doctoró en teología dogmática en la Pontificia Universidad Gregoriana de Roma. Entre 1990 y 2001 fue rector del Seminario Patriarcal de Maadi. También fue director de la Oficina de Catequesis de Sakakini. Durante un corto período en el año 2002 sirvió como párroco de la Catedral Patriarcal de Nuestra Señora de Egipto en El Cairo. 
En octubre de 2002 fue elegido obispo de Minya, cargo en el que desempeñó una gran labor social, sanitaria y educativa, especialmente en programas de desarrollo a la agricultura.
El 15 de enero de 2013 fue elegido patriarca de Alejandría por el sínodo de la Iglesia católica copta. Su elección fue confirmada por el Papa Benedicto XVI tres días después con la Ecclesiastica Communio.
Ibrahim Isaac Sidrak colabora a menudo estrechamente con el papa Francisco y el papa copto ortodoxo, Tawadros II, con el objetivo y la meta de unificar las iglesias copta ortodoxa y copta católica de Egipto.